# Хомустах (Намский наслег)
Хомуста́х (также Нам, Намцы; якут. Хомустаах) — село в Верхневилюйском улусе Республики Саха (Якутия), образующее Намский наслег. 
Село Хомустах нередко называют Намцы по наименованию наслега.

## География
Село расположено на правом берегу реки Вилюй в 15 км к востоку от центра улуса — села Верхневилюйска. Наиболее близко от Хомустаха расположены сёла Балаганнах (в 7 км к северу) и Оросу (в 10 км к востоку). С Верхневилюйском Хомустах связан автомобильной дорогой и (в летнее время) речным транспортом.
Территорию села Хомустах с востока на запад пересекает ручей, впадающий в реку Вилюй. На берег Вилюя выходит западная часть села.

## Население
| 2002  | 2010  | 2011  | 2012  | 2013  | 2014  | 2015  |
| ----- | ----- | ----- | ----- | ----- | ----- | ----- |
| 1311  | ↗1328 | ↘1327 | ↘1323 | ↗1329 | ↘1325 | ↗1335 |
| 2016  | 2017  | 2018  | 2019  | 2020  | 2021  |       |
| ↘1318 | ↘1303 | ↘1288 | ↗1309 | ↘1301 | ↗1320 |       |

## Инфраструктура
В селе Хомустах насчитывается 32 улицы, здание администрации расположено на улице Баннахова.
Основные предприятия и учреждения села Хомустах (по данным на 2014 год):
- МОУ «Намская средняя общеобразовательная школа» (количество учащихся — 286), с 2003 года Намская средняя школа получила статус агротехнологической школы республики;
- МБДОУ «ЦРР—детский сад „Кэнчээри“»;
- МБДОУ «Детский сад присмотра и оздоровления „Сиибиктэ“»;
- МБУ «Намское КДУ» (дом культуры на 250 мест);
- филиал МКУ «Верхневилюйская централизованная межпоселенческая библиотека»;
- МБУ «Музей-библиотека им. П. Н. Тобурокова»;
- МБУ «Музей земледелия»;
- Намская участковая больница;
- малочисленная пожарная часть № 4;
- Намский участок ГУП ЖКХ РС(Я) Верхневилюйского филиала (к 2014 году в селе построены 2 новых газовых котельных);
- Намский участок ОАО «Сахатранснефтегаз» (обслуживание ГРС в селе);
- АТС Намцы Верхневилюйский ЛТЦ-3 межрайонный ЦТЭТ-2 филиал «Сахателком» ОАО «Ростелеком»;
- ФГУП «Почта России» ОПС Хомустах;
- ООО «Нам» (предприятие занимается производством, переработкой и реализацией сельскохозяйственной продукции: выращиванием крупного рогатого скота и лошадей, переработкой молока, выращиванием зерна; предприятие владеет молокозаводом, имеет более тысячи гектар сельскохозяйственных угодий, в частности пашен, сенокосов, пастбищ)[19];
- Намская ветеринарная лечебница.

В 1930 году в селе был организован колхоз «Чолбон» (с 1953 по 1970 годы он носил название «Маленков»), сейчас — сельскохозяйственный производственный кооператив (колхоз) «Чолбон».

## Транспорт
Через село проходит автомобильная дорога из Верхневилюйска в сторону села Оросу и далее до города Вилюйска.

## Культура
В селе Хомустах в середине 1980-х годов была создана рок-группа «Чолбон».